# マグヌス2世 (スウェーデン王)
マグヌス・ヘンリクソン（スウェーデン語: Magnus Henriksson)(1148年 - 1161年）は、1160年から1161年にかけてマグヌス2世(Magnus II)としてスウェーデンを統治したスウェーデン王である。王位簒奪者としても知られる。

## 生涯
マグヌスの母はスウェーデン王インゲ1世の孫娘イングリッド・ラグンヴァルツドッテル、父ヘンリクはデンマークの貴族で、デンマーク王スヴェン2世の庶子スヴェンの息子であった。マグヌスはノルウェー王ハーラル4世の娘ブリギットと結婚した。
スウェーデン王位請求者であったマグヌスは、1160年にエリク9世（聖王）がウップサーラ近郊ウストラ・アロスの教会から出たところを待ち伏せして殺害した。これによってマグヌスはマグヌス2世としてスウェーデンのほぼ全域の王となったが、翌1161年にイェータランドの支配者で先々代の王スヴェルケル1世の息子カール・スヴェルケルソンの軍勢によって処刑された。
マグヌス2世の死後、カール・スヴェルケルソンはカール7世として即位し、スヴェルケル朝を復興した。

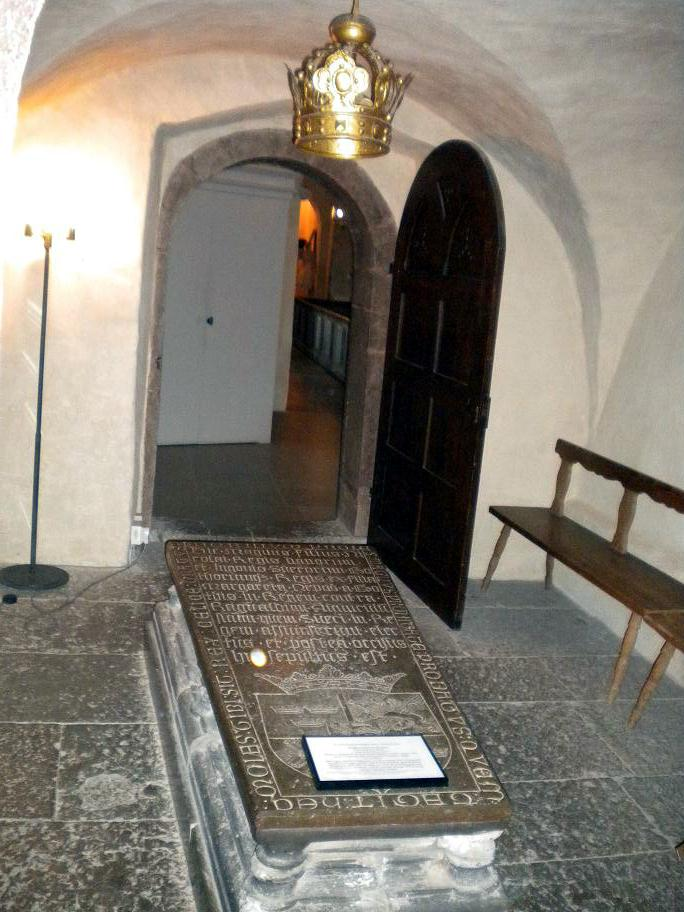
マグヌス2世のものと考えられている墓石（ヴレタ修道院）